# عزة البوسعيدية
السيدة عزة بنت سيف بن أحمد بن سعيد البوسعيدية هي الزوجة الأولى للسلطان سعيد بن سلطان وهي أيضًا ابنة عمه، وقد تُوفيت في زنجبار بعد وفاة سعيد بن سلطان بفترة قصيرة.

## حياتها
كانت صاحبة هيبة ونفوذ في بلاط زوجها، كانت صاحبة الكلمة الأعلى، ولا تجرؤ أي واحدة منهن أن تعترض على كلامها، بل حتى على أن تلمح مجرد تلميح بشيء من ذلك وكانت من الصرامة بحيث وصفت عزة أن من يقابلها في البيت يقف احترامًا لها كما يقف الجندي في مواجهة الجنرال.
عاشت عزة في قصر المتوني، حيث كان البيت الخاص للسلطان سعيد. وكانت إدارة هذا البيت تحت أمرها، وكان الأطفال ووصيفات القصر يحيونها كل صباح شرفة منزلها، وكان بها إعتزاز شديد بنفسها، وكانت عاقر لم تنجب أطفالًا، ولكنها تولت بعد ذلك رعاية وتربية أحد أطفال زوجها هلال وهو أكبر أبنائه، وقد رعته وأحبته كثيرًا لدرجة الإعتقاد بأنه ابنها، وكانت الوحيدة بين زوجاته الثلاث التي ظلت زوجة له حتى وفاته، وكانت وفاتها بعد وفاة زوجها في زنجبار عام 1273 هـ.